# Peter Benkert
Peter Benkert (* 31. Dezember 1942 in Berlin) ist ein deutscher Maler der geometrischen Hard-Edge-Abstraktion. Er ist auch dem Minimalismus und der seriellen Kunst zuzuordnen.

## Leben und Werk
Benkert studierte nach dem Abitur Kunst an der Hochschule der Künste Berlin (heute: Universität der Künste Berlin/UdK), wurde schließlich Meisterschüler von Fred Thieler und Mitglied der Selbsthilfegalerie Berliner Künstler Großgörschen 35. Nach Studienabschluss folgte neben der künstlerischen Arbeit eine Tätigkeit als Kunstpädagoge und eine 25-jährige Mitarbeit im Archiv der Plansammlung des Architekturmuseums der Technischen Universität Berlin. Von 1960 bis heute wurden seine Werke in zahlreichen Einzel- und Gruppenausstellungen gezeigt.

## Werk
Der Künstler zeigt in seinen malerischen Arbeiten abstrakte geometrische Reihen und Räume, die von intensiver und vielfältiger Farbigkeit geprägt sind. Ende der 1960er Jahre erlangen seine minimalistischen Farbstelen, die sogenannten „Luschen“, regelrechten Kultstatus, die einen Farbendreiklang zeigen. In den 1970er Jahren entstehen seine seriellen „Stereotypen“ sowie Farbraumobjekte. Seit den 1980er Jahren widmet er sich autonomen malerischen Farbreihen, die sich durch eine chromatische, repetitive und spektrale Struktur auszeichnen. Gleichzeitig entwickelt Benkert – ebenfalls in der Technik der Malerei – dynamische irreale Raumkonstruktionen. Seit einigen Jahren widmet sich der Künstler den sogenannten „Raumsonden“. Dies sind schwebende, polyperspektivische und stereometrische Figuren, die weder der Gravitation unterworfen zu sein scheinen, noch einen Horizont besitzen. Irreale illusionistische Raumtiefe, überraschende Licht- und Farbrelationen sowie eine unruhige Dynamik ergeben eine Spannung zwischen kantiger Schärfe und stilvoller Raffinesse.

## Einzelausstellungen (Auswahl)
- 1969: Foyer internationaler Begegnungen, Galerie Poll, Berlin
- 1977: Galerie Richter, Berlin
- 1984: Galerie des Lichts, Berlin
- 2004: Galerie Poll, Berlin
- 2011: haw galleri, Aventoft
- 2012: Reihen und Räume. Peter Benkert zum 70. Geburtstag, Galerie der Kunststiftung Poll, Berlin

## Gruppenausstellungen (Auswahl)
- 1964: Große Berliner Kunstausstellung
- 1968: Retrospektive Großgörschen 35, Berlin und Wolfsburg
- 1969: Erste Frühjahrsmesse Berliner Galerien
- 1970: Große Kunstausstellung, Neue Gruppe, München
- 1978: Artikulation des Raumes, Deutscher Künstlerbund, Nationalgalerie Berlin
- 1981: Konkret Konstruktive Kunst, Berlinische Galerie
- 1986: Utopien, BBK Berlin
- 1998: Oktober 1968, 30 Jahre Galerie Poll, Berlin
- 2008: Großgörschen 35, 40 PLUS/MINUS, Galerie Poll, Berlin
- 2010: Minimalism Germany 1960’s, Daimler Art Collection, Haus Huth, Berlin
- 2013: The Sixties – Kunst und Kultur der 1960er Jahre in Deutschland, Galerie der Stadt Sindelfingen